# The Voice Portugal (9.ª edição)
A nona edição do The Voice Portugal estreia a 17 de outubro de 2021 no canal de televisão RTP1. O programa é apresentado por Catarina Furtado e Vasco Palmeirim, e com Fábio Lopes nos bastidores. O grupo de mentores mantem-se o mesmo das sétima e oitava edições: António Zambujo, Aurea, Diogo Piçarra e Marisa Liz.

## Mentores e apresentadores
A RTP anunciou o regresso do formato em abril de 2021, durante a gala final do The Voice Kids 2021. Durante esta gala foi também anunciado que não haveria alteração ao painel de jurados, sendo constituído novamente por António Zambujo, Aurea, Diogo Piçarra e Marisa Liz. Como apresentadores Catarina Furtado volta para a sua nona edição, e Vasco Palmeirim para a sua oitava, enquanto Fábio Lopes regressa para a sua segunda edição como apresentador de bastidores.

## Equipas
Legenda
     Vencedor/a
     Segundo Lugar
     Terceiro Lugar
     Quarto Lugar
     Quinto Lugar
     Eliminado/a nas Galas em direto
     Eliminado/a nas Galas do Top 25
     Eliminado/a nos Tira-Teimas em direto
     Roubado/a nas Batalhas
     Eliminado/a nas Batalhas
| Mentores | Concorrentes       | Concorrentes       | Concorrentes        | Concorrentes | Concorrentes |
| --- | ------------------ | ------------------ | ------------------- | ------------ | ------------ |
| Marisa Liz |                    |                    |                     |              |              |
| João Leote | João Neves         | Inês Marques Lucas | Miguel Dias         |              |              |
| Inês Martins | Pedro Tavares      | Diana Gil          | Juliana Oliveira    |              |              |
| Marta Lys | Edmundo Inácio     | Andreia Rio        | Antonina            |              |              |
| Lika | Maria Mendonça     | Mariana Barnabé    | Rita Raposo         |              |              |
| António Zambujo |                    |                    |                     |              |              |
| Rodrigo Lourenço | Maria Inês Graça   | Beatriz Cepeda     | Rui Taipa           |              |              |
| Márcio Gonçalves | Rita Medeiros      | Maria Pereira      | Fernando Leal       |              |              |
| João Tinoco | Sara Badalo        | Ava Vahneshan      | Clara Martinez      |              |              |
| Daniel Cerca | Maria João Jones   | Maria Pia Soutinho |                     |              |              |
| Aurea |                    |                    |                     |              |              |
| Mariana Rocha | Francisca Oliveira | Huca               | Rui Pedro           |              |              |
| Matilde Jacob | Sara Badalo        | Beatriz Lopes      | Fred Marques        |              |              |
| Ika | Daniel Luz         | Edson Daniel       | Maria Teresa Passão |              |              |
| Mariana Silva | Sara & Tiago       | Tiago Ribeiro      |                     |              |              |
| Diogo Piçarra |                    |                    |                     |              |              |
| Daniel Fernandes | Edmundo Inácio     | Aliança Velha      | Matheus Alcântara   |              |              |
| Francisca Rocha | Lusitana           | João Vieira        | António Gameiro     |              |              |
| Flávio Soares | Inês Marques Lucas | Márcio Gonçalves   | Arpen               |              |              |
| Cláudio Pereira | Maria Pires        | Sofia Costa        |                     |              |              |
| Nota: Concorrentes roubados estão em itálico (nomes riscados na equipa anterior). Concorrentes sublinhados foram repescados para participar na Última oportunidade. |                    |                    |                     |              |              |

## Provas Cegas

### 1.º episódio (17 de outubro de 2021)
| Ordem | Concorrente      | Idade | Canção                        | Escolha dos mentores e dos concorrentes | Escolha dos mentores e dos concorrentes | Escolha dos mentores e dos concorrentes | Escolha dos mentores e dos concorrentes |
| Ordem | Concorrente      | Idade | Canção                        | Marisa                                  | Zambujo                                 | Aurea                                   | Diogo                                   |
| ----- | ---------------- | ----- | ----------------------------- | --------------------------------------- | --------------------------------------- | --------------------------------------- | --------------------------------------- |
| 1     | Miguel Dias      | 16    | "I Can't Make You Love Me"    | ✔                                       | ✔                                       | ✔                                       | ✔                                       |
| 2     | Maria João Jones | 31    | "Menina estás à Janela"       | –                                       | ✔                                       | ✔                                       | ✔                                       |
| 3     | Matilde Jacob    | 18    | "Drivers License"             | ✔                                       | ✔                                       | ✔                                       | ✘                                       |
| 4     | Filipa Menina    | 32    | "Menino do Bairro Negro"      | –                                       | –                                       | –                                       | –                                       |
| 5     | Cláudio Pereira  | 22    | "Bruises"                     | ✘                                       | ✔                                       | –                                       | ✔                                       |
| 6     | Maria Pereira    | 23    | "Ave Maria"                   | –                                       | ✔                                       | ✔                                       | ✔                                       |
| 7     | Gonçalo Reis     | 22    | "Historia de un Amor"         | –                                       | –                                       | –                                       | –                                       |
| 8     | Mariana Silva    | 22    | "Je suis malade"              | ✔                                       | ✔                                       | ✔                                       | ✔                                       |
| 9     | Rodrigo Lourenço | 16    | "A Maldição"                  | ✔                                       | ✔                                       | –                                       | –                                       |
| 10    | António Gameiro  | 25    | "Tennessee Whiskey"           | ✔                                       | ✔                                       | ✔                                       | ✔                                       |
| 11    | Sara Salazar     | 33    | "Coisas Pequenas"             | –                                       | –                                       | –                                       | –                                       |
| 12    | Ava Vahneshan    | 22    | "Lalayi"                      | ✔                                       | ✔                                       | ✔                                       | –                                       |
| 13    | Huca             | 37    | "Se Eu Quiser Falar com Deus" | ✘                                       | ✔                                       | ✔                                       | ✔                                       |

### 2.º episódio (24 de outubro)
| Ordem | Concorrente        | Idade   | Canção                   | Escolha dos mentores e dos concorrentes | Escolha dos mentores e dos concorrentes | Escolha dos mentores e dos concorrentes | Escolha dos mentores e dos concorrentes |
| Ordem | Concorrente        | Idade   | Canção                   | Marisa                                  | Zambujo                                 | Aurea                                   | Diogo                                   |
| ----- | ------------------ | ------- | ------------------------ | --------------------------------------- | --------------------------------------- | --------------------------------------- | --------------------------------------- |
| 1     | Pedro Tavares      | 21      | "Best Part"              | ✔                                       | ✔                                       | ✔                                       | ✔                                       |
| 2     | Andreia Rio        | 34      | "Loucura"                | ✔                                       | –                                       | ✔                                       | ✔                                       |
| 3     | Inês Marques Lucas | 26      | "Somewhere Only We Know" | ✔                                       | ✔                                       | ✔                                       | ✔                                       |
| 4     | Liana & Dinis      | 23 & 17 | "When I Look at You"     | –                                       | –                                       | –                                       | –                                       |
| 5     | Maria Mendonça     | 22      | "8 ou 80" (Original)     | ✔                                       | ✘                                       | ✔                                       | ✔                                       |
| 6     | Edson Daniel       | 23      | "I Surrender"            | –                                       | –                                       | ✔                                       | –                                       |
| 7     | Nádia Mané         | 30      | "Ó Gente da Minha Terra" | –                                       | –                                       | –                                       | –                                       |
| 8     | Ika                | 16      | "Feeling Good"           | ✔                                       | ✔                                       | ✔                                       | ✔                                       |
| 9     | Luís Gaio          | 29      | "Sexy and I Know It"     | –                                       | –                                       | –                                       | –                                       |
| 10    | Lika               | 31      | "Come as You Are"        | ✔                                       | ✔                                       | ✔                                       | –                                       |
| 11    | Beatriz Cepeda     | 15      | "Summertime"             | –                                       | ✔                                       | –                                       | –                                       |
| 12    | Bruna Jesus        | 16      | "Runnin' (Lose It All)"  | –                                       | –                                       | –                                       | –                                       |
| 13    | João Neves         | 34      | "Hope There's Someone"   | ✔                                       | ✘                                       | ✔                                       | ✘                                       |
| 14    | Mariana Rocha      | 24      | "Arcade"                 | ✔                                       | ✔                                       | ✔                                       | ✘                                       |

### 3.º episódio (31 de outubro)
| Ordem | Concorrente                                  | Idade   | Canção                                          | Escolha dos mentores e dos concorrentes | Escolha dos mentores e dos concorrentes | Escolha dos mentores e dos concorrentes | Escolha dos mentores e dos concorrentes |
| Ordem | Concorrente                                  | Idade   | Canção                                          | Marisa                                  | Zambujo                                 | Aurea                                   | Diogo                                   |
| ----- | -------------------------------------------- | ------- | ----------------------------------------------- | --------------------------------------- | --------------------------------------- | --------------------------------------- | --------------------------------------- |
| 1     | Carina Lima                                  | 29      | "(You Make Me Feel Like) A Natural Woman"       | –                                       | –                                       | –                                       | –                                       |
| 2     | Rita Medeiros                                | 20      | "Love of My Life"                               | ✔                                       | ✔                                       | ✔                                       | ✔                                       |
| 3     | Aliança Velha (Rui Santos e Valter Monteiro) | 38 & 32 | "Gosto de Ti" (de Nininho Vaz & Cristiano Maia) | –                                       | –                                       | ✔                                       | ✔                                       |
| 4     | Sophie Tehrani                               | 34      | "Cry Me a River"                                | –                                       | –                                       | –                                       | –                                       |
| 5     | Matheus Alcântara                            | 29      | "Velha Infância"                                | ✔                                       | ✔                                       | ✔                                       | ✔                                       |
| 6     | Inês Martins                                 | 21      | "Anyone"                                        | ✔                                       | –                                       | ✔                                       | –                                       |
| 7     | Sara César                                   | 28      | "Comunhão de Bens"                              | –                                       | –                                       | –                                       | –                                       |
| 8     | Tiago Ribeiro                                | 33      | "Caruso"                                        | –                                       | ✔                                       | ✔                                       | –                                       |
| 9     | Mariana Barnabé                              | 21      | "Runnin' (Lose It All)"                         | ✔                                       | ✔                                       | ✔                                       | –                                       |
| 10    | Daniel Luz                                   | 23      | "Iris"                                          | –                                       | –                                       | ✔                                       | –                                       |
| 11    | Fabrício Santiago                            | 36      | "You Give Love a Bad Name"                      | –                                       | –                                       | –                                       | –                                       |
| 12    | Sara Badalo                                  | 30      | "Over the Rainbow"                              | –                                       | ✔                                       | ✔                                       | ✔                                       |
| 13    | Paula Cristina                               | —       | "Loucura"                                       | –                                       | –                                       | –                                       | –                                       |
| 14    | Rita Raposo                                  | 32      | "You Shook Me All Night Long"                   | ✔                                       | ✔                                       | ✔                                       | ✔                                       |
| 15    | Edmundo Inácio                               | 22      | "Não Vás ao Mar, Tonho"                         | ✔                                       | ✔                                       | ✔                                       | ✔                                       |

### 4.º episódio (7 de novembro)
| Ordem | Concorrente                                      | Idade | Canção                   | Escolha dos mentores e dos concorrentes | Escolha dos mentores e dos concorrentes | Escolha dos mentores e dos concorrentes | Escolha dos mentores e dos concorrentes |
| Ordem | Concorrente                                      | Idade | Canção                   | Marisa                                  | Zambujo                                 | Aurea                                   | Diogo                                   |
| ----- | ------------------------------------------------ | ----- | ------------------------ | --------------------------------------- | --------------------------------------- | --------------------------------------- | --------------------------------------- |
| 1     | Nelson Mendes                                    | 40    | "Flor Sem Tempo"         | –                                       | –                                       | –                                       | –                                       |
| 2     | Maria Pires                                      | 20    | "Don't Watch Me Cry"     | ✔                                       | ✔                                       | ✔                                       | ✔                                       |
| 3     | Maria Inês Graça                                 | 31    | "Verdes Anos"            | –                                       | ✔                                       | ✔                                       | –                                       |
| 4     | Gretel Tamames                                   | 27    | "Bésame mucho"           | –                                       | –                                       | –                                       | –                                       |
| 5     | Maria Pia Soutinho                               | 24    | "Me and Bobby McGee"     | ✔                                       | ✔                                       | –                                       | ✔                                       |
| 6     | João Vieira                                      | 38    | "I Want It All"          | ✔                                       | ✔                                       | –                                       | ✔                                       |
| 7     | Clara Martinez                                   | 19    | "The Girl in 14G"        | –                                       | ✔                                       | –                                       | –                                       |
| 8     | Gonçalo Brandão                                  | 28    | "O Fado Mora em Lisboa"  | –                                       | –                                       | –                                       | –                                       |
| 9     | Maria Teresa Passão                              | 26    | "I Am Changing"          | ✔                                       | ✔                                       | ✔                                       | ✔                                       |
| 10    | Beatriz Lopes                                    | 25    | "On My Mind"             | –                                       | –                                       | ✔                                       | ✔                                       |
| 11    | Bárbara Azevedo                                  | 19    | "Angel"                  | –                                       | –                                       | –                                       | –                                       |
| 12    | Arpen (Emanuel, Nelson, André, Paulo, e Ricardo) | 25-30 | "Closer to the Edge"     | ✔                                       | ✔                                       | ✔                                       | ✔                                       |
| 13    | Marta Lys                                        | 24    | "Listen"                 | ✔                                       | ✔                                       | –                                       | –                                       |
| 14    | Daniel Fernandes                                 | 22    | "Oh del Mio Dolce Ardor" | –                                       | ✔                                       | ✔                                       | ✔                                       |

### 5.º episódio (14 de novembro)
| Ordem | Concorrente        | Idade   | Canção                               | Escolha dos mentores e dos concorrentes | Escolha dos mentores e dos concorrentes | Escolha dos mentores e dos concorrentes | Escolha dos mentores e dos concorrentes |
| Ordem | Concorrente        | Idade   | Canção                               | Marisa                                  | Zambujo                                 | Aurea                                   | Diogo                                   |
| ----- | ------------------ | ------- | ------------------------------------ | --------------------------------------- | --------------------------------------- | --------------------------------------- | --------------------------------------- |
| 1     | Flávio Soares      | 32      | "Falling"                            | –                                       | ✔                                       | ✔                                       | ✔                                       |
| 2     | Sofia Costa        | 19      | "Peaches"                            | –                                       | –                                       | ✔                                       | ✔                                       |
| 3     | Mareike & Bárbara  | 39 & 38 | "Beauty and the Beast"               | –                                       | –                                       | –                                       | –                                       |
| 4     | Márcio Gonçalves   | 32      | "I Need"                             | –                                       | –                                       | ✔                                       | ✔                                       |
| 5     | Fernando Leal      | 27      | "Morena"                             | ✔                                       | ✔                                       | –                                       | –                                       |
| 6     | Antonina           | 40      | "Smoke Gets in Your Eyes"            | ✔                                       | ✔                                       | –                                       | –                                       |
| 7     | Beatriz Caboz      | 21      | "Haja o que Houver"                  | –                                       | –                                       | –                                       | –                                       |
| 8     | Lusitana           | 17      | "Listen"                             | –                                       | –                                       | –                                       | ✔                                       |
| 9     | Mariana Figueiredo | 29      | "Vinho do Porto (Vinho de Portugal)" | –                                       | –                                       | –                                       | –                                       |
| 10    | João Tinoco        | 24      | "Say Something"                      | –                                       | ✔                                       | –                                       | –                                       |
| 11    | Francisca Oliveira | 20      | "Why Don't You Do Right?"            | –                                       | –                                       | ✔                                       | ✔                                       |
| 12    | Andrea Gouveia     | 23      | "I'll Never Love Again"              | –                                       | –                                       | –                                       | –                                       |
| 13    | João Leote         | 23      | "Canoas do Tejo"                     | ✔                                       | ✔                                       | ✔                                       | ✔                                       |

### 6.º episódio (21 de novembro)
| Ordem | Concorrente          | Idade  | Canção                              | Escolha dos mentores e dos concorrentes | Escolha dos mentores e dos concorrentes | Escolha dos mentores e dos concorrentes | Escolha dos mentores e dos concorrentes |
| Ordem | Concorrente          | Idade  | Canção                              | Marisa                                  | Zambujo                                 | Aurea                                   | Diogo                                   |
| ----- | -------------------- | ------ | ----------------------------------- | --------------------------------------- | --------------------------------------- | --------------------------------------- | --------------------------------------- |
| 1     | Pedro Rodrigues      | 32     | "You Raise Me Up"                   | –                                       | –                                       | –                                       | –                                       |
| 2     | Rui Taipa            | 28     | "Dancing in the Dark"               | ✔                                       | ✔                                       | –                                       | ✔                                       |
| 3     | Sara & Tiago         | 33 & – | "Unintended"                        | –                                       | ✔                                       | ✔                                       | –                                       |
| 4     | Soraia Castelo       | 21     | "Ordinary People"                   | –                                       | –                                       | –                                       | –                                       |
| 5     | Fred Marques         | 26     | "Hold Me While You Wait"            | –                                       | –                                       | ✔                                       | –                                       |
| 6     | Diana Gil            | 24     | "Voilà"                             | ✔                                       | ✔                                       | ✔                                       | ✔                                       |
| 7     | João Pedro Robalinho | 27     | "Como é Grande o meu Amor por Você" | Equipa fechada                          | –                                       | –                                       | –                                       |
| 8     | Francisca Rocha      | 18     | "She Used to Be Mine"               | Equipa fechada                          | –                                       | –                                       | ✔                                       |
| 9     | Margarida Geraldes   | 25     | "Atrás da Porta"                    | Equipa fechada                          | –                                       | –                                       | Equipa fechada                          |
| 10    | Rui Pedro            | 26     | "Viagem"                            | Equipa fechada                          | –                                       | ✔                                       | Equipa fechada                          |
| 11    | Armando Pires        | 19     | "Lonely"                            | Equipa fechada                          | –                                       | Equipa fechada                          | Equipa fechada                          |
| 12    | Daniel Cerca         | 29     | "Blackbird"                         | Equipa fechada                          | ✔                                       | Equipa fechada                          | Equipa fechada                          |
| 13    | Juliana Oliveira     | 34     | "Cryin'"                            | ✔                                       | ✘                                       | ✔                                       | –                                       |

## Batalhas
A primeira batalha foi emitida no dia 21 de novembro, no mesmo episódio das últimas Provas Cegas. O formato das batalhas manteve-se ao da edição anterior: um/a concorrente é sorteado/a e escolhe o/a seu/sua adversário/a. Cada um/a canta uma música à sua escolha e, finalmente, o/a mentor/a da equipa escolhe quem continua em competição. Cada mentor/a pode salvar um/a concorrente eliminado/a de outra equipa, imediatamente após perder a batalha, para passar à fase de Tira-Teimas.
Para além disso, um/a concorrente eliminado/a de cada equipa foi escolhido/a pelo público através de uma sondagem na página de Facebook do programa para regresar à competição e atuar na Última oportunidade dos Tira-Teimas.

### 6.º episódio (21 de novembro)
| Ordem | Mentora | Vencedor                 | Vencedor    | Vencido        | Vencido                  | Resultado para 'Salvar' | Resultado para 'Salvar' | Resultado para 'Salvar' | Resultado para 'Salvar' |
| Ordem | Mentora | Canção                   | Concorrente | Concorrente    | Canção                   | Marisa                  | Zambujo                 | Aurea                   | Diogo                   |
| ----- | ------- | ------------------------ | ----------- | -------------- | ------------------------ | ----------------------- | ----------------------- | ----------------------- | ----------------------- |
| 1     | Marisa  | "What a Wonderful World" | Miguel Dias | Edmundo Inácio | "Andorinha da Primavera" | N/A                     | –                       | ✔                       | ✔                       |

### 7.º episódio (28 de novembro)
| Ordem | Mentor/a | Vencedor/a                     | Vencedor/a         | Vencido/a           | Vencido/a                     | Resultado para 'Salvar' | Resultado para 'Salvar' | Resultado para 'Salvar' | Resultado para 'Salvar' |
| Ordem | Mentor/a | Canção                         | Concorrente        | Concorrente         | Canção                        | Marisa                  | Zambujo                 | Aurea                   | Diogo                   |
| ----- | -------- | ------------------------------ | ------------------ | ------------------- | ----------------------------- | ----------------------- | ----------------------- | ----------------------- | ----------------------- |
| 1     | Diogo    | "Sol de Inverno"               | Lusitana           | Maria Pires         | "Dancing in the Moonlight"    | –                       | –                       | –                       | Equipa fechada          |
| 2     | Aurea    | "Oceans (Where Feet May Fail)" | Matilde Jacob      | Maria Teresa Passão | "When You Believe"            | –                       | –                       | N/A                     | Equipa fechada          |
| 3     | Zambujo  | "E Depois do Adeus"            | Fernando Leal      | Ava Vahneshan       | "Can't Help Falling in Love"  | –                       | N/A                     | –                       | Equipa fechada          |
| 4     | Marisa   | "Lilac Wine"                   | João Neves         | Andreia Rio         | "Medo"                        | N/A                     | –                       | –                       | Equipa fechada          |
| 5     | Diogo    | "Devolva-me"                   | Matheus Alcântara  | Inês Marques Lucas  | "everything i wanted"         | ✔                       | –                       | –                       | Equipa fechada          |
| 6     | Aurea    | "All I Ask"                    | Ika                | Edson Daniel        | "A Change is Gonna Come"      | Equipa fechada          | –                       | N/A                     | Equipa fechada          |
| 7     | Zambujo  | "Fallin'"                      | Beatriz Cepeda     | Maria Pia Soutinho  | "The House of the Rising Sun" | Equipa fechada          | N/A                     | –                       | Equipa fechada          |
| 8     | Marisa   | "Creep"                        | Inês Martins       | Rita Raposo         | "I Want to Break Free"        | Equipa fechada          | –                       | –                       | Equipa fechada          |
| 9     | Diogo    | "Nervous"                      | António Gameiro    | Arpen               | "good 4 u"                    | Equipa fechada          | –                       | –                       | Equipa fechada          |
| 10    | Aurea    | "Não Me Importo"               | Rui Pedro Oliveira | Mariana Silva       | "Beautiful"                   | Equipa fechada          | –                       | N/A                     | Equipa fechada          |
| 11    | Zambujo  | "Telepatia"                    | Rita Medeiros      | Sara Badalo         | "Happier Than Ever"           | Equipa fechada          | N/A                     | ✔                       | Equipa fechada          |
| 12    | Diogo    | "I Dreamed a Dream"            | Daniel Fernandes   | Sofia Costa         | "Overjoyed"                   | Equipa fechada          | –                       | Equipa fechada          | Equipa fechada          |
| 13    | Marisa   | "Estranha Forma de Vida"       | João Leote         | Mariana Barnabé     | "Hallelujah"                  | Equipa fechada          | –                       | Equipa fechada          | Equipa fechada          |

### 8.º episódio (5 de dezembro)
| Ordem | Mentor/a | Vencedor/a              | Vencedor/a         | Vencido/a        | Vencido/a                                | Resultado para 'Salvar' | Resultado para 'Salvar' | Resultado para 'Salvar' | Resultado para 'Salvar' |
| Ordem | Mentor/a | Canção                  | Concorrente        | Concorrente      | Canção                                   | Marisa                  | Zambujo                 | Aurea                   | Diogo                   |
| ----- | -------- | ----------------------- | ------------------ | ---------------- | ---------------------------------------- | ----------------------- | ----------------------- | ----------------------- | ----------------------- |
| 1     | Diogo    | "Sodade"                | Aliança Velha      | Cláudio Pereira  | "Train Wreck"                            | Equipa fechada          | –                       | Equipa fechada          | Equipa fechada          |
| 2     | Aurea    | "Kiss"                  | Francisca Oliveira | Sara & Tiago     | "You are the Reason"                     | Equipa fechada          | –                       | Equipa fechada          | Equipa fechada          |
| 3     | Zambujo  | "Foi Deus"              | Maria Inês Graça   | Clara Martinez   | "Passe-Partout"                          | Equipa fechada          | N/A                     | Equipa fechada          | Equipa fechada          |
| 4     | Marisa   | "Stand Up"              | Marta Lys          | Diana Gil        | "Je Suis Malade"                         | Equipa fechada          | –                       | Equipa fechada          | Equipa fechada          |
| 4     | Marisa   | "Stand Up"              | Marta Lys          | Maria Mendonça   | "No Teu Poema"                           | Equipa fechada          | –                       | Equipa fechada          | Equipa fechada          |
| 5     | Diogo    | "Make You Feel My Love" | Flávio Soares      | Márcio Gonçalves | "Way Down We Go"                         | Equipa fechada          | ✔                       | Equipa fechada          | Equipa fechada          |
| 6     | Aurea    | "Free Fallin'"          | Fred Marques       | Daniel Luz       | "The One That Got Away"                  | Equipa fechada          | Equipa fechada          | Equipa fechada          | Equipa fechada          |
| 7     | Zambujo  | "Olá, Solidão"          | João Tinoco        | Maria João Jones | "E às Vezes Dou Por Mim"                 | Equipa fechada          | Equipa fechada          | Equipa fechada          | Equipa fechada          |
| 8     | Marisa   | "Piece Of My Heart"     | Juliana Oliveira   | Antonina         | "Mambo Italiano"                         | Equipa fechada          | Equipa fechada          | Equipa fechada          | Equipa fechada          |
| 9     | Diogo    | "Só um Beijo"           | Francisca Rocha    | João Vieira      | "Always"                                 | Equipa fechada          | Equipa fechada          | Equipa fechada          | Equipa fechada          |
| 10    | Zambujo  | "The Voice Within"      | Maria Pereira      | Daniel Cerca     | "September"                              | Equipa fechada          | Equipa fechada          | Equipa fechada          | Equipa fechada          |
| 11    | Aurea    | "It's a Sin"            | Mariana Rocha      | Beatriz Lopes    | "I Never Loved a Man the Way I Love You" | Equipa fechada          | Equipa fechada          | Equipa fechada          | Equipa fechada          |
| 12    | Marisa   | "Você é Linda"          | Pedro Tavares      | Lika             | "Billie Jean"                            | Equipa fechada          | Equipa fechada          | Equipa fechada          | Equipa fechada          |
| 13    | Zambujo  | "La Llorona"            | Rodrigo Lourenço   | Rui Taipa        | "Na Lama"                                | Equipa fechada          | Equipa fechada          | Equipa fechada          | Equipa fechada          |
| 14    | Aurea    | "Oxalá"                 | Huca               | Tiago Ribeiro    | "Always Remember Us This Way"            | Equipa fechada          | Equipa fechada          | Equipa fechada          | Equipa fechada          |

## Tira-Teimas
Os Tira-Teimas foram emitidos em direto, com as Equipas Marisa e Zambujo no primeiro episódio, e as Equipas Aurea e Diogo no segundo episódio. Cada mentor/a foi responsável por escolher quatro concorrentes para avançar para as Galas, com outros dois/duas a ser escolhidos/as por voto do público.
No segundo episódio de Tira-Teimas, os concorrentes repescados nas Batalhas atuaram e um foi escolhido pelo público para avançar para as Galas.

### 9.º episódio (12 de dezembro)
| Ordem | Mentor/a        | Concorrente        | Canção                          | Resultado          |
| ----- | --------------- | ------------------ | ------------------------------- | ------------------ |
| 1     | Marisa Liz      | Inês Martins       | "The Winner Takes It All"       | Salva pelo público |
| 2     | Marisa Liz      | Pedro Tavares      | "Nothing Compares 2 U"          | Salvo pelo público |
| 3     | Marisa Liz      | João Leote         | "Nem às Paredes Confesso"       | Escolha da Marisa  |
| 4     | Marisa Liz      | Marta Lys          | "Mary Did You Know?"            | Eliminada          |
| 5     | Marisa Liz      | Juliana Oliveira   | "I Just Wanna Make Love To You" | Eliminada          |
| 6     | Marisa Liz      | João Neves         | "Jóga"                          | Escolha da Marisa  |
| 7     | Marisa Liz      | Inês Marques Lucas | "Por um Triz"                   | Escolha da Marisa  |
| 8     | Marisa Liz      | Miguel Dias        | "Wicked Game"                   | Escolha da Marisa  |
| 9     | António Zambujo | Maria Inês Graça   | "Canção do Mar"                 | Salva pelo público |
| 10    | António Zambujo | Fernando Leal      | "Olhos Castanhos"               | Eliminado          |
| 11    | António Zambujo | Maria Pereira      | "Jealous"                       | Salva pelo público |
| 12    | António Zambujo | João Tinoco        | "Tonto de Ti"                   | Eliminado          |
| 13    | António Zambujo | Beatriz Cepeda     | "Somebody to Love"              | Escolha do Zambujo |
| 14    | António Zambujo | Rita Medeiros      | "Pedra Filosofal"               | Escolha do Zambujo |
| 15    | António Zambujo | Rodrigo Lourenço   | "Papel Principal"               | Escolha do Zambujo |
| 16    | António Zambujo | Márcio Gonçalves   | "Try a Little Tenderness"       | Escolha do Zambujo |

### 10.º episódio (19 de dezembro)
| Ordem | Mentor/a      | Concorrente        | Canção                                       | Resultado           |
| ----- | ------------- | ------------------ | -------------------------------------------- | ------------------- |
| 1     | Aurea         | Huca               | "Eco"                                        | Escolha da Aurea    |
| 2     | Aurea         | Francisca Oliveira | "Quizás, quizás, quizás"                     | Salva pelo público  |
| 3     | Aurea         | Matilde Jacob      | "Control"                                    | Escolha da Aurea    |
| 4     | Aurea         | Rui Pedro          | "Anda Estragar-me os Planos"                 | Salvo pelo público  |
| 5     | Aurea         | Ika                | "As the World Caves in"                      | Eliminada           |
| 6     | Aurea         | Fred Marques       | "Nothing Breaks Like a Heart"                | Eliminado           |
| 7     | Aurea         | Sara Badalo        | "Deixa Eu Falar Pra Você" (de Macto Kleyton) | Escolha da Aurea    |
| 8     | Aurea         | Mariana Rocha      | "Easy on Me"                                 | Escolha da Aurea    |
| 9     | Diogo Piçarra | Flávio Soares      | "Hold Me While You Wait"                     | Eliminado           |
| 10    | Diogo Piçarra | Matheus Alcântara  | "À Primeira Vista"                           | Escolha do Diogo    |
| 11    | Diogo Piçarra | Francisca Rocha    | "Traitor"                                    | Salva pelo público  |
| 12    | Diogo Piçarra | Aliança Velha      | "Dividir Amor" (de Virgul)                   | Salvos pelo público |
| 13    | Diogo Piçarra | Daniel Fernandes   | "Nessun Dorma"                               | Escolha do Diogo    |
| 14    | Diogo Piçarra | António Gameiro    | "Can't Take My Eyes Off Of You"              | Eliminado           |
| 15    | Diogo Piçarra | Lusitana           | "(You Make Me Feel Like) A Natural Woman"    | Escolha do Diogo    |
| 16    | Diogo Piçarra | Edmundo Inácio     | "Adeus, Tristeza"                            | Escolha do Diogo    |

### Última oportunidade
| Ordem | Mentor/a        | Concorrente   | Canção                          | Resultado |
| ----- | --------------- | ------------- | ------------------------------- | --------- |
| 1     | Marisa Liz      | Diana Gil     | "Prece"                         | Eliminada |
| 2     | António Zambujo | Rui Taipa     | "I Don't Want to Talk About It" | Salvo     |
| 3     | Aurea           | Beatriz Lopes | "Love on the Brain"             | Eliminada |
| 4     | Diogo Piçarra   | João Vieira   | "Primeiro Beijo"                | Eliminado |

## Galas em direto

### 11.º e 12.º episódios: Top 25 (26 de dezembro e 2 de janeiro de 2022)
Nestas duas galas, os 6 concorrentes de cada equipa foram divididos em dois grupos de três (com exceção da Equipa Zambujo, que tem 7 concorrentes). Em cada grupo são salvos dois concorrentes, um/a pelo público e outro/a pelo/a mentor/a, avançando, ao todo, quatro concorrentes de cada equipa para a terceira gala.
| 11.º Episódio (26 de dezembro) | Diogo Piçarra   | 1  | Edmundo Inácio     | "Povo que lavas no rio"       | Salvo pelo Diogo    |  |  |  |  |
| 11.º Episódio (26 de dezembro) | António Zambujo | 2  | Rodrigo Lourenço   | "Love of My Life"             | Salvo pelo Zambujo  |  |  |  |  |
| 11.º Episódio (26 de dezembro) | Aurea           | 3  | Mariana Rocha      | "when the party's over"       | Salva pela Aurea    |  |  |  |  |
| 11.º Episódio (26 de dezembro) | Marisa Liz      | 4  | Miguel Dias        | "A Song for You"              | Salvo pela Marisa   |  |  |  |  |
| 11.º Episódio (26 de dezembro) | Diogo Piçarra   | 5  | Lusitana           | "Someone Like You"            | Eliminada           |  |  |  |  |
| 11.º Episódio (26 de dezembro) | Aurea           | 6  | Sara Badalo        | "I'd Rather Go Blind"         | Eliminada           |  |  |  |  |
| 11.º Episódio (26 de dezembro) | Diogo Piçarra   | 7  | Aliança Velha      | "Desfolhada Portuguesa"       | Salvos pelo público |  |  |  |  |
| 11.º Episódio (26 de dezembro) | António Zambujo | 8  | Beatriz Cepeda     | "All I Want"                  | Salva pelo público  |  |  |  |  |
| 11.º Episódio (26 de dezembro) | Marisa Liz      | 9  | Pedro Tavares      | "Não Queiras Saber de Mim"    | Eliminado           |  |  |  |  |
| 11.º Episódio (26 de dezembro) | Aurea           | 10 | Rui Pedro          | "Como Seria"                  | Salvo pelo público  |  |  |  |  |
| 11.º Episódio (26 de dezembro) | Marisa Liz      | 11 | João Neves         | "Shake It Out"                | Salvo pelo público  |  |  |  |  |
| 11.º Episódio (26 de dezembro) | António Zambujo | 12 | Maria Pereira      | "Lusitana Paixão"             | Eliminada           |  |  |  |  |
|                                |                 |    |                    |                               |                     |  |  |  |  |
| 12.º Episódio (2 de janeiro)   | Aurea           | 1  | Matilde Jacob      | "Always Remember Us This Way" | Eliminada           |  |  |  |  |
| 12.º Episódio (2 de janeiro)   | António Zambujo | 2  | Rui Taipa          | "Pó de Arroz"                 | Salva pelo Zambujo  |  |  |  |  |
| 12.º Episódio (2 de janeiro)   | Diogo Piçarra   | 3  | Daniel Fernandes   | "My Way"                      | Salvo pelo público  |  |  |  |  |
| 12.º Episódio (2 de janeiro)   | Marisa Liz      | 4  | Inês Martins       | "Over the Rainbow"            | Eliminada           |  |  |  |  |
| 12.º Episódio (2 de janeiro)   | Aurea           | 5  | Huca               | "Beatriz"                     | Salvo pela Aurea    |  |  |  |  |
| 12.º Episódio (2 de janeiro)   | António Zambujo | 6  | Márcio Gonçalves   | "I Will Always Love You"      | Eliminado           |  |  |  |  |
| 12.º Episódio (2 de janeiro)   | Aurea           | 7  | Francisca Oliveira | "Vida tão Estranha"           | Salva pelo público  |  |  |  |  |
| 12.º Episódio (2 de janeiro)   | Marisa Liz      | 8  | João Leote         | "Alfama"                      | Salvo pelo público  |  |  |  |  |
| 12.º Episódio (2 de janeiro)   | Diogo Piçarra   | 9  | Matheus Alcântara  | "Eu não sei quem te perdeu"   | Salva pelo Diogo    |  |  |  |  |
| 12.º Episódio (2 de janeiro)   | António Zambujo | 10 | Rita Medeiros      | "Purple Rain"                 | Eliminada           |  |  |  |  |
| 12.º Episódio (2 de janeiro)   | Diogo Piçarra   | 11 | Francisca Rocha    | "Eu Sei"                      | Eliminada           |  |  |  |  |
| 12.º Episódio (2 de janeiro)   | António Zambujo | 12 | Maria Inês Rocha   | "Silêncio e Tanta Gente"      | Salva pelo público  |  |  |  |  |
| 12.º Episódio (2 de janeiro)   | Marisa Liz      | 13 | Inês Marques Lucas | "Chaga"                       | Salva pela Marisa   |  |  |  |  |

| Episódio. Ordem | Artista(s)                                    | Canção                                                                         |
| --------------- | --------------------------------------------- | ------------------------------------------------------------------------------ |
| 11.1            | David Carreira com concorrentes               | "In Love"/"Anda Comigo"/"Primeira Dama"/"O Problema É Que Ela É Linda"/"Festa" |
| 11.2            | Carlão                                        | "1986"                                                                         |
| 12.1            | Equipa Aurea e Equipa Marisa                  | "This Is Me"                                                                   |
| 12.2            | Cuca Roseta com Equipa Diogo e Equipa Zambujo | "Somebody to Love"                                                             |

### 13.º episódio: Top 16 (9 de janeiro)
| Ordem | Mentor/a        | Concorrente        | Canção                           | Resultado          |
| ----- | --------------- | ------------------ | -------------------------------- | ------------------ |
| 1     | Marisa Liz      | Miguel Dias        | "The Man Who Can't Be Moved"     | Eliminado          |
| 2     | Diogo Piçarra   | Edmundo Inácio     | "Comunhão de Bens"               | Salvo pelo Diogo   |
| 3     | António Zambujo | Beatriz Cepeda     | "Superstition"                   | Eliminada          |
| 4     | Aurea           | Rui Pedro          | "Vem Dançar Comigo"              | Eliminado          |
| 5     | Diogo Piçarra   | Daniel Fernandes   | "O Amor a Portugal"              | Salvo pelo público |
| 6     | Marisa Liz      | João Leote         | "Lisboa Menina e Moça"           | Salvo pelo público |
| 7     | Aurea           | Mariana Rocha      | "Melodia da Saudade"             | Salva pelo público |
| 8     | Diogo Piçarra   | Matheus Alcântara  | "Burguesinha"                    | Eliminado          |
| 9     | António Zambujo | Rodrigo Lourenço   | "Madrugada sem Sono"             | Salvo pelo público |
| 10    | Diogo Piçarra   | Aliança Velha      | "Loucos"                         | Eliminados         |
| 11    | Marisa Liz      | João Neves         | "A Case of You"                  | Salvo pela Marisa  |
| 12    | António Zambujo | Maria Inês Graça   | "De Volta Pro Aconchego"         | Salva pelo Zambujo |
| 13    | Marisa Liz      | Inês Marques Lucas | "Ó Gente da Minha Terra"         | Eliminada          |
| 14    | Aurea           | Huca               | "Creep"                          | Eliminado          |
| 15    | António Zambujo | Rui Taipa          | "Movimento Perpétuo Associativo" | Eliminado          |
| 16    | Aurea           | Francisca Oliveira | "Crazy Little Thing Called Love" | Salva pela Aurea   |

| Ordem | Artistas                           | Canção    |
| ----- | ---------------------------------- | --------- |
| 1     | Rita Guerra e João Paulo Rodrigues | "Por Mim" |

### 14.º episódio: Top 8 – Semifinal (16 de janeiro)
| Mentor/a | Concorrente        | Ordem | Canção                  | Pontos   | Pontos  | Pontos | Resultado |
| Mentor/a | Concorrente        | Ordem | Canção                  | Mentor/a | Público | Total  | Resultado |
| -------- | ------------------ | ----- | ----------------------- | -------- | ------- | ------ | --------- |
| Marisa   | João Leote         | 1     | "Loucura (sou do Fado)" | 30       | 31      | 61     | Finalista |
| Marisa   | João Neves         | 5     | “Running Up That Hill”  | 20       | 19      | 39     | Eliminado |
| Aurea    | Mariana Rocha      | 2     | "Everybody Hurts"       | 30       | 29      | 59     | Finalista |
| Aurea    | Francisca Oliveira | 8     | "La Vie en rose"        | 20       | 21      | 41     | Eliminada |
| Diogo    | Edmundo Inácio     | 3     | "Sonhos de Menino"      | 30       | 16      | 46     | Finalista |
| Diogo    | Daniel Fernandes   | 7     | "Con te Partirò"        | 20       | 34      | 54     | Finalista |
| Zambujo  | Rodrigo Lourenço   | 4     | "Naufrágio"             | 30       | 32      | 62     | Finalista |
| Zambujo  | Maria Inês Graça   | 6     | “Malhão de S. Simão”    | 20       | 18      | 38     | Eliminada |

| Ordem | Artista(s)                                       | Canção                       |
| ----- | ------------------------------------------------ | ---------------------------- |
| 1     | Top 8                                            | "Estou Além"                 |
| 2     | António Zambujo e equipa com Viva o Samba Lisboa | "Quem te Viu, Quem te Vê"    |
| 3     | Marisa Liz e equipa                              | "Perdidamente"               |
| 4     | Simão Oliveira                                   | "O Rapaz"                    |
| 5     | Aurea e equipa                                   | "Can't Help Falling in Love" |
| 6     | Diogo e equipa                                   | "Haja o que Houver"          |
| 7     | The Black Mamba                                  | "Sweet Amsterdam"            |

### 15.º episódio: Top 5 – Final (6 de fevereiro)
| Mentor/a                     | Concorrente      | Ordem | Canção                      | Ordem                    | Dueto (com convidado/a)                  | Resultado |
| ---------------------------- | ---------------- | ----- | --------------------------- | ------------------------ | ---------------------------------------- | --------- |
| Diogo                        | Daniel Fernandes | 1     | "Who Wants to Live Forever" | 8                        | "Queda do Império" (com Vitorino)        | Top 3     |
| Zambujo                      | Rodrigo Lourenço | 7     | "Senhora do Almortão"       | 2                        | "Louca" (com Gisela João)                | Top 3     |
| Aurea                        | Mariana Rocha    | 3     | "Procura Por Mim"           | 6                        | "Recomeçar" (com Fernando Daniel)        | 5.º Lugar |
| Marisa                       | João Leote       | 9     | "Fado Português"            | 4                        | "Porquê do Fado" (com Sara Correia)      | Top 3     |
| Diogo                        | Edmundo Inácio   | 5     | "Canção do Engate"          | 10                       | "Flor Sem Tempo" (com Paulo de Carvalho) | 4.º Lugar |
|                              |                  |       |                             |                          |                                          |           |
| Top 3 (canção da Prova Cega) |                  |       |                             |                          |                                          |           |
| Marisa                       | João Leote       | 1     | "Canoas do Tejo"            | "Canoas do Tejo"         | "Canoas do Tejo"                         | Top 2     |
| Zambujo                      | Rodrigo Lourenço | 2     | "A Maldição"                | "A Maldição"             | "A Maldição"                             | Top 2     |
| Diogo                        | Daniel Fernandes | 3     | "Oh del Mio Dolce Ardor"    | "Oh del Mio Dolce Ardor" | "Oh del Mio Dolce Ardor"                 | 3.º Lugar |
|                              |                  |       |                             |                          |                                          |           |
| Top 2 (canção das Batalhas)  |                  |       |                             |                          |                                          |           |
| Marisa                       | João Leote       | 1     | "Estranha Forma de Vida"    | "Estranha Forma de Vida" | "Estranha Forma de Vida"                 | 2.º Lugar |
| Zambujo                      | Rodrigo Lourenço | 2     | "La Llorona"                | "La Llorona"             | "La Llorona"                             | Vencedor  |

| Ordem | Artistas                      | Canção                    |
| ----- | ----------------------------- | ------------------------- |
| 1     | Marisa, Zambujo, Aurea, Diogo | "À Minha Maneira"         |
| 2     | Rita Rocha                    | "Mais ou Menos Isto"      |
| 3     | Anselmo Ralph e Diogo Piçarra | "Como se te fosse perder" |
| 4     | Fernando Daniel e Piruka      | "Encontrar"               |
| 5     | Nenny                         | "Tequila"                 |

## Resultados das galas
| Concorrente | Concorrente        | 11.º episódio | 12.º episódio | 13.º episódio | 14.º episódio | 15.º episódio |  |
| ----------- | ------------------ | ------------- | ------------- | ------------- | ------------- | ------------- |  |
|             | Rodrigo Lourenço   | Salvo         | —             | Salvo         | Finalista     | Vencedor      |  |
|             | João Leote         | —             | Salvo         | Salvo         | Finalista     | 2.º Lugar     |  |
|             | Daniel Fernandes   | —             | Salvo         | Salvo         | Finalista     | 3.º Lugar     |  |
|             | Edmundo Inácio     | Salvo         | —             | Salvo         | Finalista     | 4.º Lugar     |  |
|             | Mariana Rocha      | Salva         | —             | Salva         | Finalista     | 5.º Lugar     |  |
|             | Francisca Oliveira | —             | Salva         | Salva         | Eliminada     |               |  |
|             | João Neves         | Salvo         | —             | Salvo         | Eliminado     |               |  |
|             | Maria Inês Graça   | —             | Salva         | Salva         | Eliminada     |               |  |
|             | Aliança Velha      | Salvos        | —             | Eliminados    |               |               |  |
|             | Beatriz Cepeda     | Salva         | —             | Eliminada     |               |               |  |
|             | Huca               | —             | Salvo         | Eliminado     |               |               |  |
|             | Inês Marques Lucas | —             | Salva         | Eliminada     |               |               |  |
|             | Matheus Alcântara  | —             | Salvo         | Eliminado     |               |               |  |
|             | Miguel Dias        | Salvo         | —             | Eliminado     |               |               |  |
|             | Rui Pedro          | Salvo         | —             | Eliminado     |               |               |  |
|             | Rui Taipa          | —             | Salvo         | Eliminado     |               |               |  |
|             | Francisca Rocha    | —             | Eliminada     |               |               |               |  |
|             | Inês Martins       | —             | Eliminada     |               |               |               |  |
|             | Márcio Gonçalves   | —             | Eliminado     |               |               |               |  |
|             | Matilde Jacob      | —             | Eliminada     |               |               |               |  |
|             | Rita Medeiros      | —             | Eliminada     |               |               |               |  |
|             | Lusitana           | Eliminada     |               |               |               |               |  |
|             | Maria Pereira      | Eliminada     |               |               |               |               |  |
|             | Pedro Tavares      | Eliminado     |               |               |               |               |  |
|             | Sara Badalo        | Eliminada     |               |               |               |               |  |

## Concorrentes que apareceram em outros programas ou edições
- Andreia Rio foi finalista do Nasci p'ra Cantar, com a sua imitação de Kátia Guerreiro. Foi também concorrente no The Voice Belgique 2018, onde chegou ao Top 3 da Equipa Slimane.
- Inês Marques Lucas fez parte da Equipa Marisa no The Voice Portugal 2014, onde chegou à fase das Batalhas.
- Mariana Rocha ficou em 2.º lugar na 1.ª edição do Factor X.
- Inês Martins foi concorrente do La Banda, em 2019.
- Edmundo Inácio participou no The Voice Portugal 2015, mas não passou da Prova Cega.
- O vocalista dos Arpen, Emanuel, foi membro da Equipa Aurea no The Voice Portugal 2015, onde chegou à fase de Tira-Teimas.
- Márcio Gonçalves fez parte da Equipa Zambujo no The Voice Portugal 2020. Chegou à fase de Tira-Teimas, mas contraiu COVID-19 e ficou impossibilitado de atuar nessa fase, tendo de desistir do programa.
- Antonina fez parte da Equipa Oleksandr no The Voice of Ukraine 2013, onde chegou à fase das Batalhas.
- Sara Salazar participou individualmente no primeiro episódio, onde não passou. No sexto, integrou com o seu marido o duo Sara & Tiago, passando à fase das Batalhas na Equipa Aurea. Esta foi a primeira vez onde um concorrente eliminado regressou na mesma edição.